# San Francisco Telixtlahuaca
San Francisco Telixtlahuaca är en kommunhuvudort i Mexiko.   Den ligger i kommunen San Francisco Telixtlahuaca och delstaten Oaxaca, i den sydöstra delen av landet, 300 km sydost om huvudstaden Mexico City. San Francisco Telixtlahuaca ligger 1 723 meter över havet och antalet invånare är 8 999.
Terrängen runt San Francisco Telixtlahuaca är kuperad åt nordväst, men åt sydost är den platt. San Francisco Telixtlahuaca ligger nere i en dal. Runt San Francisco Telixtlahuaca är det ganska tätbefolkat, med 230 invånare per kvadratkilometer. San Francisco Telixtlahuaca är det största samhället i trakten. I omgivningarna runt San Francisco Telixtlahuaca växer huvudsakligen savannskog.